# Pigmento respiratorio
Il pigmento respiratorio è una molecola che si lega all'ossigeno e ne permette il trasporto e l'utilizzo da parte delle cellule degli organismi animali.
Sono pigmenti respiratori l'emoglobina dei vertebrati e di alcuni insetti come i chironomidi, l'eritrocruorina dei protozoi, la clorocruorina presente in alcuni anellidi, l'emocianina di molluschi e artropodi (ad eccezione degli insetti), la emeritrina di altri anellidi.